# Aleuroclava simplex
Aleuroclava simplex là một loài côn trùng cánh nửa trong họ Aleyrodidae, phân họ Aleyrodinae.
Aleuroclava simplex được Takahashi miêu tả khoa học đầu tiên năm 1949.